# もろんのん
もろんのん（1993年11月30日-）は、日本の女性写真家。

## 来歴
1993年、埼玉県川越市生まれ。
大学浪人時代に同じ予備校に通っている友人がInstagramに写真を投稿していること知り、自身もInstagramを開設する。
東京理科大学3年生のときに、雑誌「Hanako」からトラベルフォトグラファーとしての撮影依頼を受け、また「そうだ京都、行こう。」の広告撮影の仕事を受けた。大学でプログラミングを勉強していたが、自分は向いていないと思い、Webデザイナーになりたいと思っていた。
2017年に大学を卒業し、同年に株式会社Snapmartにクリエイティブディレクターとして就職する。2019年にマーケターとしてMr. CHEESECAKEに転職した。
就職後、平日は会社員、週末はフォトグラファーの仕事をしていたが、次第にフォトグラファーの仕事が多くなり、2021年3月31日、Mr. CHEESECAKEを退職しフリーランスとなる。
雑誌『Hanako』の連載『弘中綾香の「純度100%」』の撮影を担当した。
2020年5月、自身のYouTubeチャンネル「もろんのんTV]」を開設した。
2024年4月現在、YouTubeチャンネル登録者数は11.8万人、Instagram「moron_non」のフォロワーは11.3万人。
主な機材（カメラ）は、SONY α7Ⅳ。